# Brian Sternberg
Pour les articles homonymes, voir Sternberg.
Brian Douglas Sternberg (né le 21 juin 1943 à Seattle et mort le 23 mai 2013) est un athlète américain spécialiste du saut à la perche, ancien détenteur du record du monde et premier homme à franchir la barre des 5 mètres.

## Biographie
Étudiant à l'Université de Washington, il remporte les championnats NCAA de 1963. Le 27 avril 1963, à Philadelphie, Brian Stenberg devient le premier athlète à effacer la barre des 5,00 m, révolutionnant la discipline en étant l'un des premiers à utiliser une perche en fibre de verre. Il améliore de 6 cm le record du monde du saut à la perche établi en 1962 par le Finlandais Pentti Nikula. Peu après, il améliore à deux reprises cette marque, franchissant 5,05 m le 25 mai 1963 à Modesto et 5,08 m le 27 juin 1963 à Compton.
Quelques jours après cette performance, Brian Sternberg subit un grave accident après avoir tenté d'effectuer un double saut périlleux arrière sur un trampoline. Sortant du cadre et retombant sur son dos, il est victime d'une fracture de la colonne vertébrale et restera paralysé à vie des membres inférieurs.

## Sources
- Robert Parienté et Alain Billouin, La Fabuleuse Histoire de l'athlétisme, page 592, Paris, Minerva 2003